# Sorry Ma, Forgot to Take Out the Trash
Sorry Ma, Forgot to Take Out the Trash è il primo album del gruppo musicale punk rock statunitense The Replacements, pubblicato ufficialmente il 25 agosto 1981.
L'album contiene il singolo I'm in Trouble (il lato B è If Only You Were Lonely), pubblicato nello stesso mese dell'album.
La canzone Somethin' to Dü si riferisce alla band Hüsker Dü, attiva contemporaneamente ai Replacements e originaria della stessa città dei 'Mats (soprannome dato alla band dai fan), ovvero Minneapolis.
Il 22 aprile 2008 è stata pubblicata dalla Rhino Entertainment una versione rimasterizzata dell'album, con 13 tracce aggiuntive inedite.

## Tracce
Tutte le canzoni, tranne dove indicato, sono scritte da Paul Westerberg.
1. "Takin' a Ride" – 2:23
2. "Careless" – 1:08
3. "Customer" – 1:29
4. "Hangin' Downtown" – 2:06
5. "Kick Your Door Down" – 3:11
6. "Otto" – 2:09
7. "I Bought a Headache" – 2:24
8. "Rattlesnake" – 1:48 (Chris Mars/Bob Stinson/Tommy Stinson/Paul Westerberg)
9. "I Hate Music" - 1:50 (Chris Mars/Bob Stinson/Tommy Stinson/Paul Westerberg)
10. "Johnny's Gonna Die" – 3:32
11. "Shiftless When Idle" – 2:18
12. "More Cigarettes" – 1:20
13. "Don't Ask Why" – 1:57
14. "Somethin' to Dü" – 1:41
15. "I'm in Trouble" – 2:10
16. "Love You Till Friday" – 1:53
17. "Shutup" – 1:23
18. "Raised in the City" – 1:59

### Tracce bonus della ristampa del 2008
1. "Raised in the City (Demo)" - 2:16
2. "Shutup (Demo)" - 1:39
3. "Don't Turn Me Down (Demo)" - 1:54
4. "Shape Up (Demo)" - 2:11
5. "You Ain't Gotta Dance (Demo)" - 2:24
6. "Get on the Stick (Demo)" - 1:39
7. "Oh Baby (Demo)" - 1:18
8. "Like You (Outtake)" - 1:44
9. "Get Lost (Outtake)" - 2:27
10. "A Toe Needs a Shoe (Outtake)" - 2:09 (Bob Stinson)
11. "Customer (Alternate Take)" - 2:09
12. "Basement Jam (Rehearsal)" - 3:32 (Chris Mars/Bob Stinson/Tommy Stinson/Paul Westerberg)
13. "If Only You Were Lonely (Lato B del Singolo "If Only You Were Lonely")" - 2:53

## Formazione
- Paul Westerberg - voce, chitarra
- Bob Stinson - chitarra
- Tommy Stinson - basso
- Chris Mars - batteria